# Supachok Sarachat
Supachok Sarachat (taj.: สุภโชค สารชาติ, ur. 22 maja 1998 w Sisakecie) – tajski piłkarz grający na pozycji skrzydłowego lub ofensywnego pomocnika. Zawodnik klubu Buriram United oraz reprezentacji Tajlandii.

## Kariera
Sarachat przez praktycznie całą swoją karierę związany jest z klubem Buriram United. Jedynie w sezonie 2015 został wypożyczony do Surin City. Z Burinam zdobył trzykrotnie mistrzostwo Tajlandii: 2015, 2017, 2018 oraz kilka innych trofeów.
W dorosłej reprezentacji Tajlandii zadebiutował 31 sierpnia 2017 w meczu z Irakiem. Pierwszego gola zdobył 10 września 2019 w meczu z Indonezją.